# Campeonato Roraimense de Futebol de 2009
O Campeonato Roraimense de Futebol foi a 54.ª edição do torneio, aconteceu entre 14 de abril e 30 de maio de 2009. O campeão foi o Atlético Roraima, nesta edição, por falta de recursos as equipes do Baré, Náutico e Ríver desistiram de participar da competição. O Atlético Roraima garantiu uma vaga no Brasileirão 2009 - Série D e uma vaga para a Copa do Brasil de 2010.

## Equipes participantes
| - Atlético Roraima (Boa Vista) - GAS (Boa Vista) - Progresso (Mucajaí) | - Rio Negro (Boa Vista) - São Raimundo (Boa Vista) |

## Regulamento
As cinco equipes jogam em turno e returno, todos contra todos com o torneio sendo divido em dois turnos. As equipes que somarem mais pontos em cada turno avançam para à final que será disputada em duas partidas. Caso um mesmo clube seja campeão dos dois turnos, será o campeão de 2009.

## Primeiro turno
| Classifição | Classifição      | Classifição | Classifição | Classifição | Classifição | Classifição | Classifição | Classifição | Classifição | Classifição | Classifição |
| Time | Time             | Pts         | J           | V           | E           | D           | GP          | GC          | SG          |             |             |
| --- | ---------------- | ----------- | ----------- | ----------- | ----------- | ----------- | ----------- | ----------- | ----------- | ----------- | ----------- |
| 1 | Atlético Roraima | 10          | 4           | 3           | 1           | 0           | 13          | 2           | 11          |             |             |
| 2 | São Raimundo     | 7           | 4           | 2           | 1           | 1           | 14          | 4           | 10          |             |             |
| 3 | Progresso        | 6           | 4           | 2           | 0           | 2           | 8           | 9           | -1          |             |             |
| 4 | GAS              | 6           | 4           | 2           | 0           | 2           | 8           | 15          | -7          |             |             |
| 5 | Rio Negro        | 0           | 4           | 0           | 0           | 4           | 5           | 18          | -13         |             |             |
| Pts – Pontos ganhos; J – Jogos; V - Vitórias; E - Empates; D - Derrotas; GP – Gols pró; GC – Gols contra; SG – Saldo de gols; % - Aproveitamento de pontos; |                  |             |             |             |             |             |             |             |             |             |             |

### Primeira rodada
| 14 de março | Atlético Roraima | 4 - 0 | GAS | Ribeirão |
| 16:30       |                  |       |     |          |

| 14 de março | São Raimundo | 6 - 2 | Rio Negro | Ribeirão |
| 18:25       |              |       |           |          |

### Segunda rodada
| 21 de março | Rio Negro | 1 - 3 | GAS | Ribeirão |
| 16:30       |           |       |     |          |

| 21 de março | Progresso | 1 - 2 | Atlético Roraima | Ribeirão |
| 18:25       |           |       |                  |          |

### Terceira rodada
| 28 de março | Atlético Roraima | 6 - 0 | Rio Negro | Ribeirão |
| 16:30       |                  |       |           |          |

| 28 de março | Progresso | 1 - 0 | São Raimundo | Ribeirão |
| 18:25       |           |       |              |          |

### Quarta rodada
| 4 de abril | GAS | 0 - 7 | São Raimundo | Ribeirão |
| 16:30      |     |       |              |          |

| 4 de abril | Rio Negro | 2 - 3 | Progresso | Ribeirão |
| 18:25      |           |       |           |          |

### Quinta rodada
| 11 de abril | GAS | 5 - 3 | Progresso | Ribeirão |
| 16:30       |     |       |           |          |

| 11 de abril | São Raimundo | 1 - 1 | Atlético Roraima | Ribeirão |
| 18:25       |              |       |                  |          |

## Segundo Turno
| Classificação | Classificação    | Classificação | Classificação | Classificação | Classificação | Classificação | Classificação | Classificação | Classificação | Classificação | Classificação |
| Time | Time             | Pts           | J             | V             | E             | D             | GP            | GC            | SG            |               |               |
| --- | ---------------- | ------------- | ------------- | ------------- | ------------- | ------------- | ------------- | ------------- | ------------- | ------------- | ------------- |
| 1 | São Raimundo     | 12            | 4             | 4             | 0             | 0             | 19            | 1             | 18            |               |               |
| 2 | Atlético Roraima | 9             | 4             | 3             | 0             | 1             | 15            | 4             | 11            |               |               |
| 3 | Progresso        | 6             | 4             | 2             | 0             | 2             | 13            | 5             | 8             |               |               |
| 4 | GAS              | 3             | 4             | 1             | 0             | 3             | 3             | 17            | -14           |               |               |
| 5 | Rio Negro        | 0             | 4             | 0             | 0             | 4             | 3             | 26            | -23           |               |               |
| Pts – Pontos ganhos; J – Jogos; V - Vitórias; E - Empates; D - Derrotas; GP – Gols pró; GC – Gols contra; SG – Saldo de gols; % - Aproveitamento de pontos; |                  |               |               |               |               |               |               |               |               |               |               |

### Primeira rodada
| 18 de abril | São Raimundo | 4 - 0 | GAS | Ribeirão |
| 16:30       |              |       |     |          |

| 18 de abril | Progresso | 5 - 0 | Rio Negro | Ribeirão |
| 18:25       |           |       |           |          |

### Segunda rodada
| 25 de abril | GAS | 3 - 1 | Rio Negro | Ribeirão |
| 16:30       |     |       |           |          |

| 25 de abril | Atlético Roraima | 2 - 0 | Progresso | Canarinho               |
| 18:25       |                  |       |           | Árbitro: Gerválio Taigo |

### Terceira rodada
| 2 de maio | GAS | 0 - 4 | Atlético Roraima | Ribeirão |
| 16:30     |     |       |                  |          |

| 2 de maio | Rio Negro | 1 - 9 | São Raimundo | Ribeirão |
| 18:25     |           |       |              |          |

### Quarta rodada
| 9 de maio | Rio Negro | 1 - 9 | Atlético Roraima     | Canarinho |
| 16:30     |           |       | Léo Cotia Alessandro |           |

| 9 de maio | São Raimundo     | 3 - 0 | Progresso | Ribeirão |
| 19:25     | Nailson Garricha |       |           |          |

### Quinta rodada
| 16 de maio | Progresso | 8 - 0 | GAS | Ribeirão |
| 16:30      |           |       |     |          |

| 16 de maio | Atlético Roraima | 0 - 3 | São Raimundo | Ribeirão |
| 18:25      |                  |       |              |          |

## Final

### Primeiro jogo
| 23 de maio | Atlético Roraima | 2 - 1 | São Raimundo | Ribeirão                                  |
| 18:30      | Rosemar Edmundo  |       | Stanley      | Árbitro: Antônio César Negreiros de Sousa |

### Segundo jogo
| 30 de maio | São Raimundo | 1 - 1 | Atlético Roraima* | Ribeirão |
| 18:30      | Stanley      |       | Robemar           |          |

- Nota: O Atlético Roraima conquistou o título na decisão contra o São Raimundo, porém este foi ao STJD alegando a escalação irregular de jogadores por parte do Atlético Roraima. Porém, o julgamento manteve o Atlético Roraima como campeão e representante de Roraima na Copa do Brasil de 2010 e na Série D de 2010.

## Premiação
| Campeonato Roraimense de 2009         |
| Campeonato Roraimense                 |
| ------------------------------------- |
| Atlético Roraima Campeão (17º título) |

## Classificação geral
| Classifição | Classifição      | Classifição | Classifição | Classifição | Classifição | Classifição | Classifição | Classifição | Classifição | Classifição | Classifição |
| Time | Time             | Pts         | J           | V           | E           | D           | GP          | GC          | SG          |             |             |
| --- | ---------------- | ----------- | ----------- | ----------- | ----------- | ----------- | ----------- | ----------- | ----------- | ----------- | ----------- |
| 1 | Atlético Roraima | 23          | 10          | 7           | 2           | 1           | 30          | 8           | 23          |             |             |
| 2 | São Raimundo     | 20          | 10          | 6           | 2           | 2           | 33          | 8           | 25          |             |             |
| 3 | Progresso        | 12          | 8           | 4           | 0           | 4           | 21          | 32          | -21         |             |             |
| 4 | GAS              | 9           | 8           | 3           | 0           | 5           | 11          | 32          | -21         |             |             |
| 5 | Rio Negro        | 0           | 8           | 0           | 0           | 8           | 8           | 44          | -36         |             |             |
| Pts – Pontos ganhos; J – Jogos; V - Vitórias; E - Empates; D - Derrotas; GP – Gols pró; GC – Gols contra; SG – Saldo de gols; % - Aproveitamento de pontos; |                  |             |             |             |             |             |             |             |             |             |             |